# Glyphotmethis dimorphus
Glyphotmethis dimorphus är en insektsart som först beskrevs av Boris Petrovich Uvarov 1934.  Glyphotmethis dimorphus ingår i släktet Glyphotmethis och familjen Pamphagidae.

## Underarter
Arten delas in i följande underarter:
- G. d. dimorphus
- G. d. armenus